# Кампион (Колорадо)
Кампион (енгл. Campion) град је у америчкој савезној држави Колорадо.

## Демографија
По попису из 2000. године број становника је 1.832.
| Група             | 2000.         | 2010.    |
| Белци             | 1.623 (88,6%) | 0 (0,0%) |
| Афроамериканци    | 2 (0,1%)      | 0 (0,0%) |
| Азијати           | 15 (0,8%)     | 0 (0,0%) |
| Хиспаноамериканци | 137 (7,5%)    | 0 (0,0%) |
| Укупно            | 1.832         | 0        |